# Gay News
Gay News va ser una publicació quinzenal britànica fundada el juny de 1972 en una col·laboració entre antics membres del Front d'Alliberament Gai i membres de la Campanya per la Igualtat Homosexual (CHE, per les seves sigles en anglès). La seva tirada màxima va arribar a ser d'entre 18.000 i 19.000 còpies.

## Història
L'editorial original col·lectiva va incloure Denis Lemon, editor; Martin Corbett, que més tard seria membre actiu d'ACT UP; David Seligman, membre fundador del London Gay Switchboard; Ian Dunn del Grup de Minories d'Escòcia; Glenys Parry, director nacional de CHE; Suki J. Pitcher, i Doug Pollard, que més tard llançaria el setmanari Gay Week. Entre els primers "Special Friends" de Gay News hi havia Graham Chapman de Monty Python's Flying Circus, el seu company David Sherlock i Antony Grey, secretari de la britànica Homosexual Law Reform Society de 1962 a 1970.
Les relacions sexuals entre els homes havia estat despenalitzat parcialment per als homes majors de 21 anys a Anglaterra i Gal·les amb l'aprovació de la Llei de delictes sexuals de 1967. Després dels aldarulls de Stonewall a Nova York el 1969, el Front d'Alliberament Gai es va estendre dels Estats Units a Londres el 1970. Gay News va ser la resposta a una demanda de les persones homosexuals per rebre notícies del creixent moviment d'alliberament.
La revista va exercir un paper fonamental en la lluita pels drets dels homosexuals a la dècada de 1970 al Regne Unit. Va ser descrit per Alison Hennegan, que es va unir al diari com a redactor auxiliar i editor literari el juny de 1977, com la "càmera de debats" del moviment. Encara que va ser essencialment un diari, informant tant sobre la discriminació com els avenços polítics i socials, també va fer campanya per a una reforma profunda de la llei, incloent-hi la paritat amb l'edat heterosexual del consentiment dels setze anys, en contra de l'hostilitat de l'Església que tracta l'homosexualitat com un pecat, i la professió mèdica que la tractava com una patologia. La publicació va fer campanya per la igualtat de drets en l'ocupació, sobretot a la zona controvertida de la professió docent, i el moviment sindical en un moment en què la política d'esquerra al Regne Unit estava històricament influenciada per les seves arrels inconformistes en la seva hostilitat cap a l'homosexualitat. Però sota la influència dels seus editors, Howes i Hennegan, també va excavar la història lesbiana i cultural de les darreres dècades, així com la presentació dels nous avenços en les arts. Keith Howes va publicar més endavant la referència enciclopèdica, Broadcasting It, que aparentment tracta l'homosexualitat en el cinema, la ràdio i la televisió des de 1923 fins a 1993, però que ascendeix a una crítica cultural de l'homosexualitat britànica al segle xx.
Dues periodistes de la revista, Michael Mason i Graham McKerrow, van fundar el juny de 1981 el setmanari londinenc Capital Gay. Gay News va desafiar les autoritats des del primer moment mitjançant la publicació d'anuncis de contactes personals, fent cas omís de la llei —en edicions primerenques aquesta secció es titulava "Love knoweth no laws" [L'amor no coneix la llei]. En el primer any de publicació, l'editor Denis Llimona va ser acusat i multat per obstrucció per fer fotografies del comportament de la policia fora del popular bar leather Coleherne (Kensington i Chelsea). El 1974 Gay News va ser acusada d'obscenitat per haver publicat un número amb una fotografia de portada de dos homes fent-se un petó. La publicació, però, va guanyar el cas en el jutjat. La revista va ser mencionada en la pel·lícula Tommy (1975).
El 1976 l'activista conservadora Mary Whitehouse va iniciar un procés penal privat de blasfèmia tant contra la revista com el seu director, Denis Lemon, per publicar el poema de James Kirkup "The Love that Dares to Speak its Name" en l'edició del 3 de juny de 1976. Denis Lemon va ser declarat culpable el juliol de 1977, va ser condemnat a una pena suspesa de presó de nou mesos i multat personalment amb 1.000 lliures. En total, les multes i els costos judicials contra Lemon i Gay News van ascendir a prop de 10.000 lliures. Després d'una campanya i diverses apel·lacions, es va eliminar la pena de presó suspesa, però la condemna es va mantenir en vigor. El cas va atreure una enorme cobertura dels mitjans de comunicació en el moment. El 2002 BBC Radio 4 va emetre en una obra sobre el judici.
Gay News Ltd va deixar la seva activitat el 15 d'abril de 1983.

## Campanya contra WHSmith
Un dels majors problemes que va haver d'enfrontar la revista va ser que, tot i que no era una publicació obscena, era difícil de trobar en els punts de venda. WHSmith llavors controlava gran part de la distribució de diaris i revistes al Regne Unit a través d'una empresa subsidiària de propietat total, i es van negar a vendre-la o permetre a la seva companyia que la distribuís a altres proveïdors. Diverses campanyes organitzades per la comunitat gai contra WHSmith perquè distribuís la revista van tenir èxit.